# Annette Lowman
Annette Lowman (* in Denver, Colorado) ist eine US-amerikanische Jazzsängerin.
Lowman besuchte von 1963 bis 1967 die East High School in ihrer Geburtsstadt, dann das Kentucky State College. Sie begann ihre Karriere in den USA als Pop- und Rhythm-and-Blues-Sängerin. Seit 1980 wandte sie sich der Jazzmusik zu. 1983 übersiedelte sie nach Paris, wo sie bis 1998 lebte und zwei Jahre mit Memphis Slim auftrat. In Europa wurde sie als Partnerin von Musikern wie Clark Terry, Steve Lacy, Horace Parlan und Claude Bolling bekannt.
Mit Archie Shepp nahm sie das Album Lover Man (1988) auf, mit Klaus Weiss (und der NDR-Bigband) das Album A Message from Santa Claus (1995). Weiter ist sie auf Alben von Les Haricots Rouges zu hören. Unter ihrem eigenen Namen veröffentlichte sie ein in New York aufgenommenes Album mit Aufnahmen mit Stanley Turrentine und Maceo Parker. Unter dem Titel Brown Baby veröffentlichte sie ein Tribut-Album für Oscar Brown Jr.
Weiterhin trat Lowman mit dem Ungarischen Rundfunksinfonieorchester auf und wirkte als Co-Autorin und Interpretin an György Vukáns dem Papst Johannes Paul II. gewidmeten Missa ad Dominum Jesum Christum mit.
1998 ging sie zurück in die USA und zog nach Portland in Oregon. Aktuell tritt sie hauptsächlich mit ihrem eigenen Trio mit dem Gitarristen Dan Haley und dem Kontrabassisten Tim Acott auf.

## Diskographie
- Movies Memories, mit Bojan Zulfikarpašić, Jean-Jacques Milteau, Gus Nemeth, John Betsch 1992
- Annette Lowman mit Stanley Turrentine, Maceo Parker, Dick Oatts, Rodney Jones, 1995
- Brown Baby mit Fred Wesley, Peter Madsen, Dwayne Dolphin, Bruce Cox, 1997